# Nikolaus Löwe
Nikolaus Löwe, auch Louwe, Luwe, Leuwe und latinisiert Leo (* in Stettin; † 1536 in Rostock) war ein deutscher Jurist und Hochschullehrer.

## Leben
Nikolaus Löwe immatrikulierte sich 1482 zum Studium an der Universität Rostock. Während der Rostocker Domfehde verließ er die Stadt und immatrikulierte sich 1493 an der Universität Greifswald, wo er zunächst zum Magister artium und 1497 zum Lizentiat des kanonischen Rechts promoviert wurde. 1499 wurde Löwe Doktor des kanonischen Rechts in Greifswald. Er war dort mehrfach, zuletzt von 1501 bis 1502 Rektor der Universität wie wohl auch Rat von Herzog Bogislaw X. von Pommern, mit dem er auch späterhin als geschätzter Berater in engem Kontakt blieb.
Dennoch wechselte er 1503 an die Universität Rostock als Ordinarius und wurde bereits 1504 dort erstmals Rektor der Universität. Löwe war ein Förderer von Ulrich von Hutten, der ihm in Dankbarkeit 1510 Distichen widmete. 1515 war er für Johannes Hadeke der Ansprechpartner bei dessen Versuch in Rostock Fuß zu fassen. Während der Wirren der Wullenwever-Zeit und der Reformation stand er mit den weiteren Rostocker Hochschullehrern zum alten Glauben. Als einer von wenigen Rostocker Hochschullehrern hielt er in dieser Zeit des Niedergangs der Universität in Rostock die Stellung und war von Michaelis 1530 bis Ostern 1536 durchgängig deren Rektor.
Stolz war er auf seinen Löwen-Namen. Als 1523 zwei der Stadt Lübeck von der Stadt Zwolle geschenkte Löwen starben, erbat er sich schriftlich vom Lübecker Rat eine der Häute unter Verweis auf seinen Namen. Auch in seinem Siegel führte er einen Löwen als redendes Zeichen.